# إيرفاين بي. هيل
إيرفاين بي. هيل هو سياسي أمريكي، ولد في 2 يوليو 1927 في نورفولك في الولايات المتحدة، وتوفي بنفس المكان في 27 مايو 2015.